# Mont Agou
Mont Agou (dawniej Mount Baumann) – szczyt w pasmie Gór Togo. Leży w Togo, blisko granicy z Ghaną. Jest to najwyższy szczyt Gór Togo oraz państwa Togo.